# بلدية ثول الفرعية
بلدية ثول الفرعية هي إحدى بلديات محافظة جدة منذ سنة 1407 للهجرة، وكانت سابقاً تابعة لمحافظة رابغ. يرأس البلدية المهندس سامي بن احمد العمري

## السكان والتقسيم الإداري
يبلغ عدد سكان البلدية قرابة 15 ألف نسمة يتوزعون على تسع حارات تبلغ مساحتها 600 كم2.